# 독일 관념론

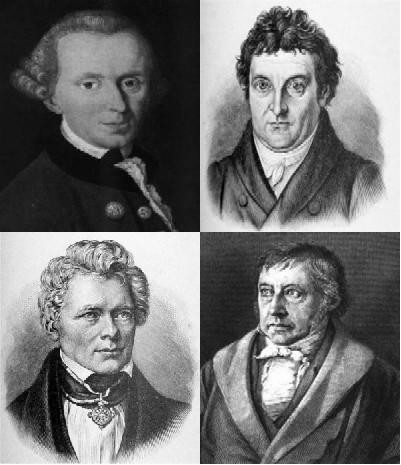
4명의 주요 독일 관념론자(왼쪽 위에서부터 오른쪽 아래까지): 이마누엘 칸트, 요한 고틀리프 피히테, 프리드리히 빌헬름 요제프 셸링, 게오르크 빌헬름 프리드리히 헤겔

독일 관념론(Deutscher Idealismus)은 18세기 말부터 19세기 중반까지 독일의 주로 루터파 지역에서 전개했던 철학 사상이다. 독일 고전주의 철학 또는 독일 이상주의 철학이라고도 불린다. 마르크스주의를 국가이념의 시효로 하는 나라들에서는 독일부르즈와 관념론(der deutsch-bürgerliche Idealismus)이라고 불린 적도 있으나 지금은 사라졌다. 칸트의 비판철학 및 그에 대한 프리드리히 하인리히 야코비의 비판에 자극받아 신 또는 절대자라 불리는 관념적 원리의 자기 전개로서 세계 및 인간을 파악하는 것을 그 특징으로 한다. 철학자 피히테, 셸링, 헤겔 외에 라인홀트, 횔덜린, 조르거 신학자 프리드리히 슐라이어마허가 독일 관념론의 주요 논자로 인정 받고 있다.
18세기 말 당시의 독일은 통일국가란 이름뿐이며, 프랑스나 영국에 비하여 근대화가 현저하게 뒤떨어져 있었다. 거기에 결정적인 충격을 준 것은 프랑스 혁명과 나폴레옹의 침략이었다. 봉건제와 정면으로 싸울 힘이 없었던 독일 지식인은 여기서 다시 근대화와 민족 독립을 모순된 것으로 받아들여야만 했었다. 이처럼 거의 빠져나갈 길이 없는 역사적 상황 아래 독일에서는 선진국이 물질적으로나 사회적으로 실현했던 것을 정신적·논리적으로 실현하여 '독일 관념론'이 대두하게 되었던 것이다. 따라서 독일 관념론의 주요한 주제는 정신(思惟)의 자립성 문제, 의식의 능동적 활동성 문제였다.
칸트는 사유(思惟)의 여러 형식만을 주관에 돌리고 그 내용은 주어지는 것으로 하여 형식과 내용, 사유와 존재의 2원론을 방치하였다. 현실을 진리로 높인다는 사업에 정신이 적극적으로 참가하기 위해서는 정신의 자립성이 수립되어야만 한다. 이 2원론의 극복은 우선 "자아가 비아(非我)를 정립(定立)한다"는 주관주의(피히테), 이어 그와는 반대로 객관 속에 자아와 똑같은 정신적 능동성을 발견하여 사유와 존재, 주관과 객관을 일체적인 관계에 두고 고찰하려는 방향(주로 셸링)에서 추구되고, 마지막으로 이 일체적인 관계가 "실체는 동시에 주체이다"라는 견지에서 정신이 자기 부정을 매개하여 자기 자신을 정립하는 운동으로서 '변증법'의 자각적인 전개에 의하여(헤겔) 확립되기에 이르렀다.

## 같이 보기
- 에두아르트 폰 하르트만
- 프리드리히 실러